# Bündnis Neutrales Freies Österreich
Das Bündnis Neutrales Freies Österreich (NFÖ) ist eine christlich orientierte österreichische Partei, deren Hauptziel der Austritt Österreichs aus der Europäischen Union ist.
Die Partei hat ihren Sitz in Innsbruck, die Tätigkeit erstreckt sich auf das gesamte österreichische Bundesgebiet.
Die Gründungsversammlung fand am 11. Oktober 2003 in Salzburg statt.
Derzeitiger Parteiobmann ist das Gründungsmitglied Rudolf Pomaroli.
Das NFÖ zählt zu der Kategorie der Kleinparteien, die nicht im Nationalrat vertreten sind.
Das NFÖ trat, erreicht durch Unterstützungserklärungen, bei den österreichischen Nationalratswahlen am 1. Oktober 2006 in den Bundesländern Vorarlberg, Tirol, Salzburg, Kärnten und Wien an, scheiterte mit 0,22 % jedoch an der Vier-Prozent-Hürde (offizielle Listenbezeichnung: „EU-Austritt – Neutrales Freies Österreich“).
Bei den Wien-Wahlen 2010 kandidierte das NFÖ im Rahmen der „Plattform Direkte Demokratie“, eines Wahlbündnisses aus 5 Gruppierungen.
Bei den Landtagswahlen in Niederösterreich 2013 unterstützte es die Allianz der Mutbürgerpartei.

## Positionen
Programmatischer Schwerpunkt des NFÖ ist ein angestrebter Austritt aus der Europäischen Union. Das NFÖ kritisiert außerdem seiner Ansicht nach pseudodemokratische Zustände und hinterfragt, warum Volksbegehren keine Erfolge hätten. Als positives Beispiel für direkte Demokratie nennt das NFÖ die Schweiz. Das NFÖ ist ein Verfechter der österreichischen Neutralität. Weiteres Ziel ist der Abbau von Politikerprivilegien und das Verantwortungsbewusstsein für politisches Handeln. Zentrales Thema ist auch die nach Ansicht des NFÖ notwendige Förderung und Stärkung regionaler Wirtschaftsbetriebe gegenüber multinationalen Großkonzernen. Unter dem Motto „Schiene statt Transitlawine“ fordert das NFÖ eine Eindämmung des LKW-Verkehrs. Weitere Anliegen der Partei sind Tierschutz, naturnahe Landwirtschaft, Alternativenergien, Einbremsen von Kunst, welche nach der Ansicht des NFÖ Menschenwürde und religiöse Gefühle verletze, die Pflege der deutschen Sprache und Stärkung der österreichischen Identität und kulturellen Selbstachtung.
Das NFÖ unterhält auch politische Kontakte nach Deutschland, so zur Allianz Demokratischer Parteien und Organisationen und zu der neutralistischen Bürgerbewegung „Neue Richtung“, die ähnliche Ziele verfolgen.
Das NFÖ trat bei der Europawahl in Österreich 2014 gemeinsam mit der EU-Austrittspartei (Partei von Robert Marschall) im Wahlbündnis EU-Austritt, Direkte Demokratie, Neutralität, kurz EUSTOP, an. Das Wahlbündnis kam auf 2,76 %.
Zur Nationalratswahl in Österreich 2017 trat Parteichef Pomaroli auf der Liste der FLÖ an.